# Unsolved
Unsolved (zu deutsch: Ungelöst) ist eine US-amerikanische Fernsehserie, die am 27. Februar 2018 Premiere beim Sender USA Network hatte. Für die erste Staffel wurden zehn Episoden bestellt.
Die Serie folgt einem Anthologie-Format, wodurch sich jede Staffel mit einem neuen ungelösten Kriminalfall befassen soll. Die erste Staffel trägt den Untertitel The Murders of Tupac and the Notorious B.I.G. und befasst sich entsprechend mit den zu Tode gekommenen Rappern Tupac Shakur und The Notorious B.I.G. und basiert auf dem Buch Murder Rap: The Untold Story of Biggie Smalls & Tupac Shakur Murder Investigations von Greg Kading.

## Besetzung und Synchronisation
Die deutsche Synchronisation entstand nach Dialogbüchern von Alexander Löwe Philip Rohrbeck, Werner Böhnke, Matthias Müntefering und Edgar Möller. Die Dialogregie führte Dennis Mohme.
| Rolle                   | Schauspieler    | Folge       | Deutsche Sprecher   |
| ----------------------- | --------------- | ----------- | ------------------- |
| Christopher Wallace     | Wavyy Jonez     | 1–10        | Tobias Schmidt      |
| Tupac Shakur            | Marcc Rose      | 1–10        | Nico Sablik         |
| Detective Greg Kading   | Josh Duhamel    | 1–10        | Peter Flechtner     |
| Detective Russell Poole | Jimmi Simpson   | 1–10        | Julien Haggège      |
| Officer Daryn Dupree    | Bokeem Woodbine | 1–10        | Charles Rettinghaus |
| Detective Fred Miller   | Jamie McShane   | 1–4, 6, 9   | Viktor Neumann      |
| Detective Brian Tyndall | Brent Sexton    | 1–7         | Detlef Bierstedt    |
| Detective Lee Tucker    | Wendell Pierce  | 2–4, 6–7    | Sven Brieger        |
| Sean “Puffy” Combs      | Luke James      | 1, 3–4, 6–7 | Amadeus Strobl      |
| Voletta Wallace         | Aisha Hinds     | 1, 3, 9–10  | Heide Domanowski    |
| Jacques Agnant          | Donald Faison   | 3–4         | Sebastian Schulz    |
| Orlando Anderson        | Jawed El Berni  | 2, 5, 7     | David Riedel        |
| Duane Keith David       | Lahmard Tate    | 1, 6–8, 10  | Gerrit Hamann       |
| Jim Black               | Rhys Coiro      | 2–10        | Matti Klemm         |